# Emilio Croci Torti
Emilio Croci Torti (Stabio, 6 april 1922 - 2 juli 2013) is een Zwitserse oud-wielrenner, die als beroepsrenner actief was van 1946 tot 1956.
Hij won in 1947 de Tour du Lac Léman, in 1952 één rit in de Ronde van Zwitserland en in 1954 één rit in de Ronde van Luxemburg.

## Resultaten in voornaamste wedstrijden
| Jaar | Ronde van Italië | Ronde van Frankrijk | Ronde van Spanje |
| ---- | ---------------- | ------------------- | ---------------- |
| 1946 |                  |                     |                  |
| 1947 | opgave           |                     |                  |
| 1948 |                  |                     |                  |
| 1949 | 41e              |                     |                  |
| 1950 |                  | 43e                 |                  |
| 1951 | 68e              |                     |                  |
| 1952 | 84e              |                     |                  |
| 1953 | opgave           | opgave              |                  |
| 1954 | 63e              | 56e                 |                  |
| 1955 | 69e              | opgave              |                  |
| 1956 |                  |                     | opgave           |

| Jaar | Milaan-San Remo | Ronde van Lombardije |  | WK op de weg |
| ---- | --------------- | -------------------- |  | ------------ |
| 1946 | 8e              | 35e                  |  |              |
| 1947 | 14e             |                      |  |              |
| 1948 | 55e             | 19e                  |  |              |
| 1949 | 46e             | 20e                  |  |              |
| 1950 | 9e              |                      |  |              |
| 1951 | 27e             |                      |  |              |
| 1952 |                 |                      |  | 10e          |
| 1953 | 83e             |                      |  |              |
| 1954 | 91e             |                      |  |              |
| 1955 | 94e             |                      |  |              |
| 1956 |                 |                      |  |              |

## Kunst
Hij is na zijn wielerloopbaan in Zwitserland vooral bekend geworden als kunstenaar met tentoonstellingen in Zürich, Luzern en Lugano. Als student in de schone kunsten behaalde hij in 1939 een eerste prijs als schilder en beeldhouwer. Sommigen beweren dat hij het wielrennen heeft aangegrepen om zo een stuk van het artistieke Europa te zien.